# Дзанагов, Чермен Урузбекович

Мемориальная доска на доме № 15 по улице Коцоева во Владикавказе

Чермен Урузбекович Дзанагов (1920—2015) — советский осетинский и российский скульптор. Народный художник РСФСР (1982).

## Биография
Родился в 1920 году в ауле Джимара в Даргавском ущелье. В 1923 году семья Дзанаговых переехала в равнинное село Фарн. После окончания школы поступил в Одесское художественное училище имени М. Б. Грекова, которое окончил в 1940 году. В октябре был призван в Красную Армию. В годы Великой Отечественной войны сержант Дзанагов воевал в составе Юго-Западного, Центрального, 2-го Украинского, 1-го Белорусского фронтов..
Творческую деятельность начал в послевоенные годы. Молодой художник-скульптор из товарищества художников Осетии города Орджоникидзе (теперь г. Владикавказ) уже в 1947 году стал участником республиканской выставки, и его работы получили высокую оценку известного скульптора Сосланбека Тавасиева. Несколько лет длился творческий союз С. Тавасиева и Ч. Дзанагова, итогом которого стали памятники Коста Хетагурову (установлен в 1955 г. во Владикавказе) и Салавату Юлаеву, национальному герою башкирского народа (установлен в Уфе в 1967 г.).
В 1952 году вернулся из Москвы в Осетию. Им были созданы бюсты героев войны и труда, военачальников, врачей, деятелей искусства и науки. Работы Дзанагова экспонировались не только на республиканских и всесоюзных выставках, но и за рубежом.
Дважды Ч. У. Дзанагова избирали председателем правления Союза художников Северо-Осетинской АССР, членом правления Союза художников СССР и РСФСР, секретарём Союза художников Юга России. Чермен Урузбекович Дзанагов — основатель династии скульпторов.
Умер в 2015 году во Владикавказе.
Творчество
Автор памятника в честь 200-летия добровольного вхождения Осетии в состав России. С 1982 года монумент украшает столицу Осетии. Творческое наследие скульптора насчитывает более 150 работ, среди них — памятники, установленные в разных городах, также значительная часть скульптурных произведений хранится в республиканских музеях и художественном фонде России. Установлен памятник Коста Хетагурову работы скульптора Чермена Дзанагова и в Болгарии, на одной из улиц Кырджали — города-побратима Владикавказа.
Память
2 октября 2022 года на доме № 15 по улице Коцоева во Владикавказе, где с 1977 по 2015 год проживал Чермен Дзанагов, была установлена мемориальная доска. Автор: скульптор Заурбек Дзанагов.

## Семья
Сыновья: Виталий Дзанагов — художник, скульптор, Заур Дзанагов — скульптор, автор проекта Мемориала Славы во Владикавказе и памятника «Древо скорби» в Беслане.

## Из отзывов земляков
- Маргиев Т. Г., председатель Союза художников РСО-Алания: «Чермен Урузбекович Дзанагов — был и остается в Осетии одним из главных мастеров портретной и монументальной скульптуры, виртуозным исполнителем произведений малых форм. Его работы вошли в золотой фонд осетинского национального изобразительного искусства».
- Царикаев М. О., народный художник РСО-Алания: «Отмечая профессиональные заслуги Ч. Дзанагова в искусстве, нельзя не сказать о его человеческих качествах — исключительной скромности, добродушии и порядочности. Профессиональные и человеческие достоинства снискали ему непререкаемый авторитет не только в среде осетинских коллег, но и в Союзе художников России. Являясь самым старшим по возрасту художником республики, Чермен Урузбекович до сих пор полон сил и энергии, способной проявиться ещё во многих творческих свершениях».

## Награды
- Ордена Отечественной войны I и II степени (1985 г.);
- Орденский знак «За любовь и верность Отечеству» III степени;
- Два ордена «Знак почёта» (1960 г., 1971 г.);
- Медаль «За освобождение Варшавы» (1946 г.);
- Медаль «За победу над Германией в Великой Отечественной войне 1941-1945 гг.»;
- Медаль Жукова (1996 г.);
- Юбилейные медали;
- Медаль «За доблестный труд в ознаменование 100-летия со дня рождения В. И. Ленина»;
- Медаль «Во Славу Осетии» (Указ от 29 апреля 2010 г. № 97);
- Звание «Заслуженный художник Северо-Осетинской АССР» (1968 г.);
- Звание «Заслуженный художник РСФСР» (1968 г.);
- Звание «Народный художник РСФСР» (1982 г.).